# Gustav Frederik Esmann
Gustav Frederik Esmann (Copenaghen, 17 agosto 1860 – Copenaghen, 4 settembre 1904) è stato un drammaturgo e giornalista danese.

## Biografia
Esmann è ricordato soprattutto per la sua attività di drammaturgo che lo qualifica come il miglior esponente danese del Naturalismo.
Iniziò la sua carriera di scrittore come novelliere con Vecchio debito (Gammel Gald, 1885) rievocando e ispirandosi ad Henrik Ibsen in toni impressionistici; poi lavorò come giornalista, e gli schizzi di vita cittadina nel volume A Copenaghen (I Kjøbenhavn, 1891) e le brevi novelle della raccolta postuma Così è la vita (Livet er) sono importanti soprattutto per la leggerezza di tocco.
Tra i suoi copioni si ricordano All'ospizio (I Stiftelse, 1886), Scapoli (Pebersvendene, 1886), Il vedovo (Enkemaend, 1891), che rappresentano il periodo maggiormente legato ad una tematica individuale, mentre i seguenti definiscono l'affermarsi degli interessi sociali, di tono popolaresco e a grande effetto: Magdalena (1893), La grande mascherata (Den Store Maskerade, 1895), Il falco migratore (Vandrefalken, 1899), La vecchia casa (Det gamle Hjem, 1899), Padre e figlio (Fader og Son).
Con le commedie di costume Dalla provincia (Fra Provinsen, 1890) e La cara famiglia (Den kære Familie, 1892), si dimostrò invece il più brillante ed elegante interprete della vita borghese nella Danimarca contemporanea.
Questa ultima commedia è stata rappresentata anche in Italia dalla compagnia teatrale Andò-Paoli-Gandusio e da quella di Emma Gramatica (1910).
Fu ucciso a Copenaghen il 4 settembre 1904, da una studentessa.

## Opere
- Vecchio debito (Gammel Gald, 1885);
- All'ospizio (I Stiftelse, 1886);
- Scapoli (Pebersvendene, 1886);
- Dalla provincia (Fra Provinsen, 1890);
- Il vedovo (Enkemaend, 1891);
- A Copenaghen (I Kjøbenhavn, 1891);
- La cara famiglia (Den kære Familie, 1892);
- Magdalena (1893);
- La grande mascherata (Den Store Maskerade, 1895);
- Il falco migratore (Vandrefalken, 1899);
- La vecchia casa (Det gamle Hjem, 1899);
- Padre e figlio (Fader og Son);
- Così è la vita (Livet er, postumo).